# Messa di Gloria (Puccini)
Giacomo Puccinis Messa oder Messa a quattro voci (die heute unter dem Namen Messa di Gloria bekannt ist) ist eine Messe für Orchester und Chor (SATB) sowie solistischen Tenor und Bariton. Das mehrsätzige Werk ist eine vollständige Vertonung des Messordinariums, die folgende Teile umfasst: Kyrie, Gloria, Credo, Sanctus, Benedictus und Agnus Dei.

## Werkgeschichte
Puccini kam aus einer Kirchenmusikerfamilie und komponierte die Messa als Abschlussprojekt seines Studiums am Istituto Musicale Pacini. Die Uraufführung fand in Lucca am 12. Juli 1880 statt. Das Credo wurde 1878 geschrieben und war von Puccini ursprünglich als eigenständiges Werk konzipiert worden. 1893, nach einer mehrjährigen Phase von Erfolglosigkeit (seine zweite Oper Edgar war bei der Premiere durchgefallen, und auch sein nächstes Werk Manon Lescaut konnte nach der erfolgreichen Uraufführung zunächst bei keiner anderen Bühne untergebracht werden) begann Puccini sich erneut mit der Messa zu beschäftigen und die Partitur zu überarbeiten, brach die Bemühungen jedoch bald ab. Das vollständige Manuskript der Messa wurde von Puccini nie veröffentlicht, und obwohl das Werk bei der Uraufführung erfolgreich war, war es bis 1952 nicht wieder zu hören. Eine erste Darbietung gab es dann wieder in Chicago und dann in Neapel. Allerdings verwendete Puccini Material der Messa in anderen Zusammenhängen. Die Musik des Agnus Dei wurde in seiner Oper Manon Lescaut und das Kyrie in Edgar verwendet.
Am Ende des Zweiten Weltkriegs erwarb der italienisch-amerikanische Priester Dante Del Fiorentino eine alte Kopie der Handschrift bei der Familie Vandini in Lucca, die er für das Original hielt. Auf dieser Basis erschien 1952 erstmals eine Notenausgabe beim amerikanischen Verlag Mills Music. Die Originalhandschrift selbst gehörte seinerzeit der Familie Puccini, sie wurde später von seiner Schwiegertochter an Ricordi, Puccinis Verleger, verschenkt. Es kam zu einem Streit über die Rechte, der schließlich durch die Aufteilung der Rechte zwischen Ricordi und Mills Music, dem Verlag des Fiorentino-Skripts, gelöst wurde. Allerdings wurde das veröffentlichte Notenmaterial bei dieser Gelegenheit nur oberflächlich an das Originalmanuskript angepasst, und die Grundtendenz der Partitur von 1952 zur Vereinheitlichung und Harmonisierung beibehalten. Eine kritische Ausgabe, die auf der autographen Partitur beruhte, wurde vom Musikwissenschaftler Dieter Schickling erstmals 2004 herausgegeben.

## Struktur
I. Kyrie
II. Gloria
1. Gloria in excelsis Deo
2. Laudamus te
3. Gratias agimus tibi
4. Gloria in excelsis Deo
5. Domine Deus
6. Qui tollis peccata mundi
7. Quoniam tu solus Sanctus
8. Cum Sancto Spiritu

III. Credo
1. Credo in unum Deum
2. Et incarnatus est
3. Crucifixus etiam pro nobis
4. Et resurrexit
5. Et in Spiritum Sanctum
6. Et unam sanctam
7. Et vitam venturi saeculi

IV. Sanctus e Benedictus
1. Sanctus Dominus Deus
2. Benedictus qui venit

V. Agnus Dei

## Aufnahmen
- William Johns (Tenor), Philippe Huttenlocher (Bariton), Chorus & Orchestra of the Gulbenkian Foundation, Lisbon, Michel Corboz (Dirigent), Erato, 1974
- Kari Lövaas (Sopran), Werner Hollweg (Tenor), Barry McDaniel, Chor des Westdeutschen Rundfunks, Radio-Sinfonie-Orchester Frankfurt, Eliahu Inbal (Dirigent), Philips Classics, 1975
- Puccini: Messa di Gloria. José Carreras (Tenor), Hermann Prey (Bariton), Philharmonia Orchestra, Claudio Scimone (Dirigent). Erato CD 48692, 1984
- Thomas Dewald (Tenor), Ulrich Hielscher (Bariton), Kölner Kantorei, Mitglieder des Gürzenich-Orchesters, Volker Hempfling (Dirigent), Motette, 1987
- Dénes Gulyas (Tenor), Balazs Poka (Bariton), Chœurs de la Radio-Télévision Hongroise, Orchestre Symphonique de Budapest, András Ligeti (Dirigent), Hungaroton Classic, 1992
- Roberto Alagna (Tenor), Thomas Hampson (Bariton), London Symphony Orchestra and Chorus, Antonio Pappano (Dirigent), EMI Classics, 2001
- Antonello Palombi (Tenor), Gunnar Lundberg (Bariton), Hungarian Opera Orchestra and Radio Choir, Pier Giorgio Morandi (Dirigent), Naxos, 2002
- Bernhard Schneider (Tenor), Christian Schmidt-Timmermann (Bass), Prager Philharmoniker KSO, Chöre der Hochschule für evangelische Kirchenmusik Bayreuth und der Hochschule für Katholische Kirchenmusik und Musikpädagogik Regensburg, Karl Rathgeber (Dirigent), Rondeau Production 2008
- Charles Castronovo, Ludovic Tézier, Orchestre Philharmonique du Luxembourg, Gustavo Gimeno (Dirigent), Harmonia Mundi 905367DI, 2023
- Tomislav Muzek, George Petean, Chor des Bayerischen Rundfunks, Münchner Rundfunkorchester, Ivan Repušić (Dirigent), BR-Klassik, 2024
- Sung Min Song,  Krešimir Stražanac, Dresdner Kammerchor, Gaechinger Cantorey, Stuttgarter Philharmoniker, Hans-Christoph Rademann, Carus CAR 83535, 2024

## Bearbeitungen
Neben Fassungen für Kammerensemble (mit chorischen Streichern und Bläser) u. a. von Ingo Schulz und Joachim Linckelmann existiert auch eine Fassung für Soli, Chor und Harmoniemusik (Flöte, Oboe, 2 Klarinetten, Fagott, Horn, 2 Trompeten, Posaune, Kontrabass und Pauke) von Johannes X. Schachtner.